# Arash (album)
Arash – debiutancki studyjny album Arasha wydany przez Warner Music w 2005 roku.

## Lista utworów
Źródło: Discogs
| Nr. | Tytuł                                    | Długość |
| --- | ---------------------------------------- | ------- |
| 1.  | "Boro Boro"                              | 3:10    |
| 2.  | "Yalla"                                  | 3:07    |
| 3.  | "Tike Tike Kardi"                        | 3:21    |
| 4.  | "Baskon" (feat. Timbuktu)                | 3:22    |
| 5.  | "Arash"                                  | 3:59    |
| 6.  | "Temptation" (feat. Rebecca)             | 3:37    |
| 7.  | "Bombay Dreams" (feat. Aneela & Rebecca) | 2:54    |
| 8.  | "Behnaz"                                 | 3:35    |
| 9.  | "Man o to"                               | 3:06    |
| 10. | "Salamati"                               | 3:12    |
| 11. | "Ey yar begoo" (feat. Ebi)               | 2:51    |
| 12. | "Tike Tike kardi" (Payami Lounge)        | 5:07    |
| 13. | "Temptation" (feat. Rebecca) (CMN Remix) | 3:16    |
| 14. | "Boro Boro" (Bollywood Café Mix)         | 3:16    |

## Notowania na listach przebojów
| Kraj       | Lista (2005)                          | Najwyższa pozycja |
| ---------- | ------------------------------------- | ----------------- |
| Węgry      | Top 40 album- és válogatáslemez-lista | 6                 |
| Szwecja    | Top 60 Albums                         | 17                |
| Szwajcaria | Alben Top 100                         | 36                |